# 롤플레이 (2012년 영화)
"롤플레이"는 2012년에 개봉한 대한민국의 영화이다.

## 캐스팅
- 이동규 : 정호 역
- 김진선 : 지수 역
- 한하유 : 혜인 역
- 김율리